# Frogs Gallarate 1981
Questa voce raccoglie le informazioni riguardanti i Frogs Gallarate nelle competizioni ufficiali della stagione 1981.

## Roster
| Roster dei Frogs Gallarate (1981) |
| --- |
| Quarterback ... Running Back - 40 Giorgio Mazzucchelli - 23 Ercole Fimiani Wide Receiver - 88 Roberto Anselmi - -- Siro Scopel WR/QB Tight End - 85 Fabio Esposito TE/P Offensive Linemen - 62 Ettore Guarneri OT/OG - 79 Antonio Adamo OT Defensive Linemen - 54 Massimo Castiglioni DT/RB - 65 Giandomenico Luban DT Linebacker - 58 Dario Castellanza LB/DB Defensive Back - 44 Gianluigi Bravin CB - 1 Elio Pezzotta FS Special Team - -- Riccardo Viganò K |

## Campionato AIFA

### Stagione regolare

#### Andata
| Milano 18 aprile 1981 Week 1 | Rams Milano | 0 – 12 | Frogs Gallarate | Campo Giuriati |

| Ferrara 2 maggio 1981 Week 3 | Aquile Ferrara | 0 – 14 | Frogs Gallarate | Motovelodromo |

| Castellanza 16 maggio 1981 Week 5                                                                                      | Frogs Gallarate | 6 – 20 (6-0 0-6 0-0 0-14)                                            | Rhinos Milano |  |
| \| \| \| \| \| Anselmi Q1 (TD) \| Marcatori \| Tonetti Q2 (TD) Nori Q4 (TD) Tonetti Q4 (TD) Tonetti Q4 (tpc) action \| |                 |                                                                      |               |  |
| |                 |                                                                      |               |  |
| Anselmi Q1 (TD) | Marcatori       | Tonetti Q2 (TD) Nori Q4 (TD) Tonetti Q4 (TD) Tonetti Q4 (tpc) action |               |  |

| Torino 23 maggio 1981 Week 6 | Giaguari Torino | 13 – 16                                                  | Frogs Gallarate | Motovelodromo Fausto Coppi |
| \| \| \| \| \| G. Cravetto (TD) Orla (TD) Boggio (pat) \| Marcatori \| Mazzucchelli (TD) Esposito (TD) Viganò (pat) Viganò (FG) \| |                 |                                                          |                 |                            |
| |                 |                                                          |                 |                            |
| G. Cravetto (TD) Orla (TD) Boggio (pat)                                                                                            | Marcatori       | Mazzucchelli (TD) Esposito (TD) Viganò (pat) Viganò (FG) |                 |                            |

#### Ritorno
| Castellanza 6 giugno 1981 Week 8 | Frogs Gallarate | 44 – 6 | Aquile Ferrara |  |

| Castellanza 13 giugno 1981 Week 9 | Frogs Gallarate | 6 – 22 | Rams Milano |  |

| Milano 20 giugno 1981 Week 10 | Rhinos Milano | 8 – 0 | Frogs Gallarate |  |

| Castellanza 27 giugno 1981 Week 11 | Frogs Gallarate | 16 – 0 | Giaguari Torino |  |

### Playoff
| Santa Margherita Ligure 4 luglio 1981 I Superball Italiano                                                                             | Frogs Gallarate | 8 – 24 (8-0 0-18 0-0 0-6)                                     | Rhinos Milano | Campo Senatore Eugenio Broccardi |
| \| \| \| \| \| Team Q1 (saf) Mazzucchelli Q1 (TD) run \| Marcatori \| C. Deltrovi Q2 (TD) Nori Q2 (TD) Crovini Q2 (TD) Nori Q4 (TD) \| |                 |                                                               |               |                                  |
| |                 |                                                               |               |                                  |
| Team Q1 (saf) Mazzucchelli Q1 (TD) run                                                                                                 | Marcatori       | C. Deltrovi Q2 (TD) Nori Q2 (TD) Crovini Q2 (TD) Nori Q4 (TD) |               |                                  |

## Statistiche di squadra
| Competizione | %Vittorie | In casa | In casa | In casa | In casa | In casa | In casa | In trasferta | In trasferta | In trasferta | In trasferta | In trasferta | In trasferta | Totale | Totale | Totale | Totale | Totale | Totale |
| Competizione | %Vittorie | G       | V       | N       | P       | Pf      | Ps      | G            | V            | N            | P            | Pf           | Ps           | G      | V      | N      | P      | Pf     | Ps     |
| ------------ | --------- | ------- | ------- | ------- | ------- | ------- | ------- | ------------ | ------------ | ------------ | ------------ | ------------ | ------------ | ------ | ------ | ------ | ------ | ------ | ------ |
| Campionato   | .625      | 4       | 2       | 0       | 2       | 72      | 48      | 4            | 3            | 0            | 1            | 42           | 21           | 8      | 5      | 0      | 3      | 114    | 69     |
| Playoff      | .000      | 1       | 0       | 0       | 1       | 8       | 24      | -            | -            | -            | -            | -            | -            | 1      | 0      | 0      | 1      | 8      | 24     |
| Totale       | .555      | 4       | 2       | 0       | 2       | 72      | 48      | 4            | 3            | 0            | 1            | 42           | 21           | 9      | 5      | 0      | 4      | 122    | 93     |